# Communauté de communes Grand Cubzaguais
Die Communauté de communes Grand Cubzaguais (offizielle Schreibweise: Communauté de communes du Grand Cubzaguais, inoffiziell: Le Grand Cubzaguais) ist ein französischer Gemeindeverband mit der Rechtsform einer Communauté de communes im Département Gironde in der Region Nouvelle-Aquitaine. Sie wurde am 5. Dezember 2000 gegründet und umfasst 16 Gemeinden. Der Verwaltungssitz befindet sich im Ort Saint-André-de-Cubzac.

## Mitgliedsgemeinden
| Gemeinde                                | Einwohner 1. Januar 2022 | Fläche km² | Dichte Einw./km² | Code INSEE | Postleitzahl |
| --------------------------------------- | ------------------------ | ---------- | ---------------- | ---------- | ------------ |
| Bourg                                   | 2.264                    | 10,54      | 215              | 33067      | 33710        |
| Cubzac-les-Ponts                        | 2.637                    | 8,92       | 296              | 33143      | 33240        |
| Gauriaguet                              | 1.537                    | 5,37       | 286              | 33183      | 33240        |
| Lansac                                  | 671                      | 6,00       | 112              | 33228      | 33710        |
| Mombrier                                | 465                      | 4,25       | 109              | 33285      | 33710        |
| Peujard                                 | 2.191                    | 10,98      | 200              | 33321      | 33240        |
| Prignac-et-Marcamps                     | 1.457                    | 9,66       | 151              | 33339      | 33710        |
| Pugnac                                  | 2.417                    | 13,53      | 179              | 33341      | 33710        |
| Saint-André-de-Cubzac                   | 12.786                   | 23,15      | 552              | 33366      | 33240        |
| Saint-Gervais                           | 1.981                    | 5,58       | 355              | 33415      | 33240        |
| Saint-Laurent-d’Arce                    | 1.553                    | 8,07       | 192              | 33425      | 33240        |
| Saint-Trojan                            | 368                      | 3,05       | 121              | 33486      | 33710        |
| Tauriac                                 | 1.330                    | 10,51      | 127              | 33525      | 33710        |
| Teuillac                                | 882                      | 7,15       | 123              | 33530      | 33710        |
| Val de Virvée                           | 3.744                    | 20,79      | 180              | 33018      | 33240        |
| Virsac                                  | 1.283                    | 3,60       | 356              | 33553      | 33240        |
| Communauté de communes Grand Cubzaguais | 37.566                   | 151,15     | 249              | –          | –            |